# Stearns (automobile)
Pour les articles homonymes, voir Stearns.

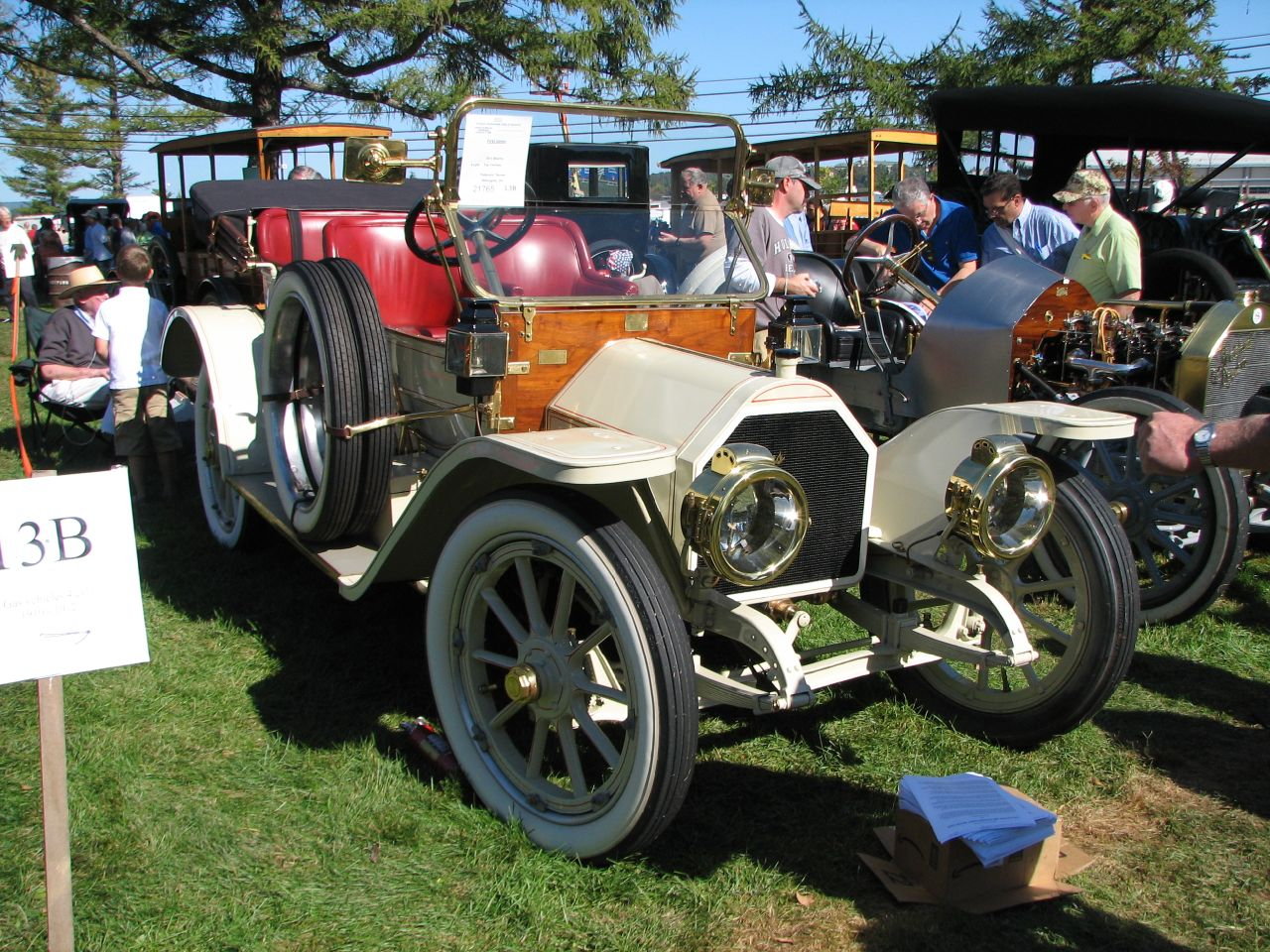
Une Stearns 15/30 de 1911, Toy Tonneau.

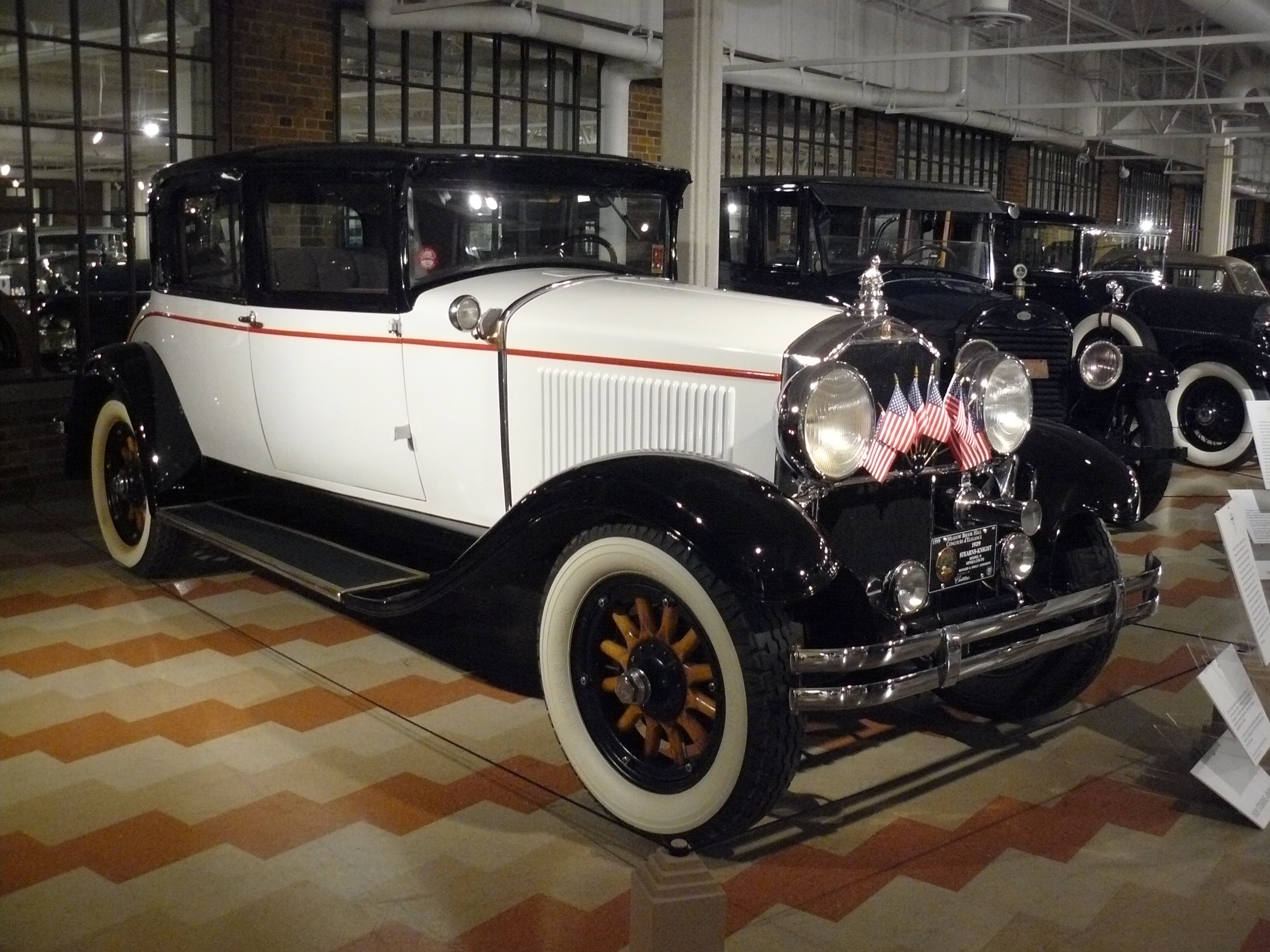
Une Stearns Knight N6-80 de 1929.

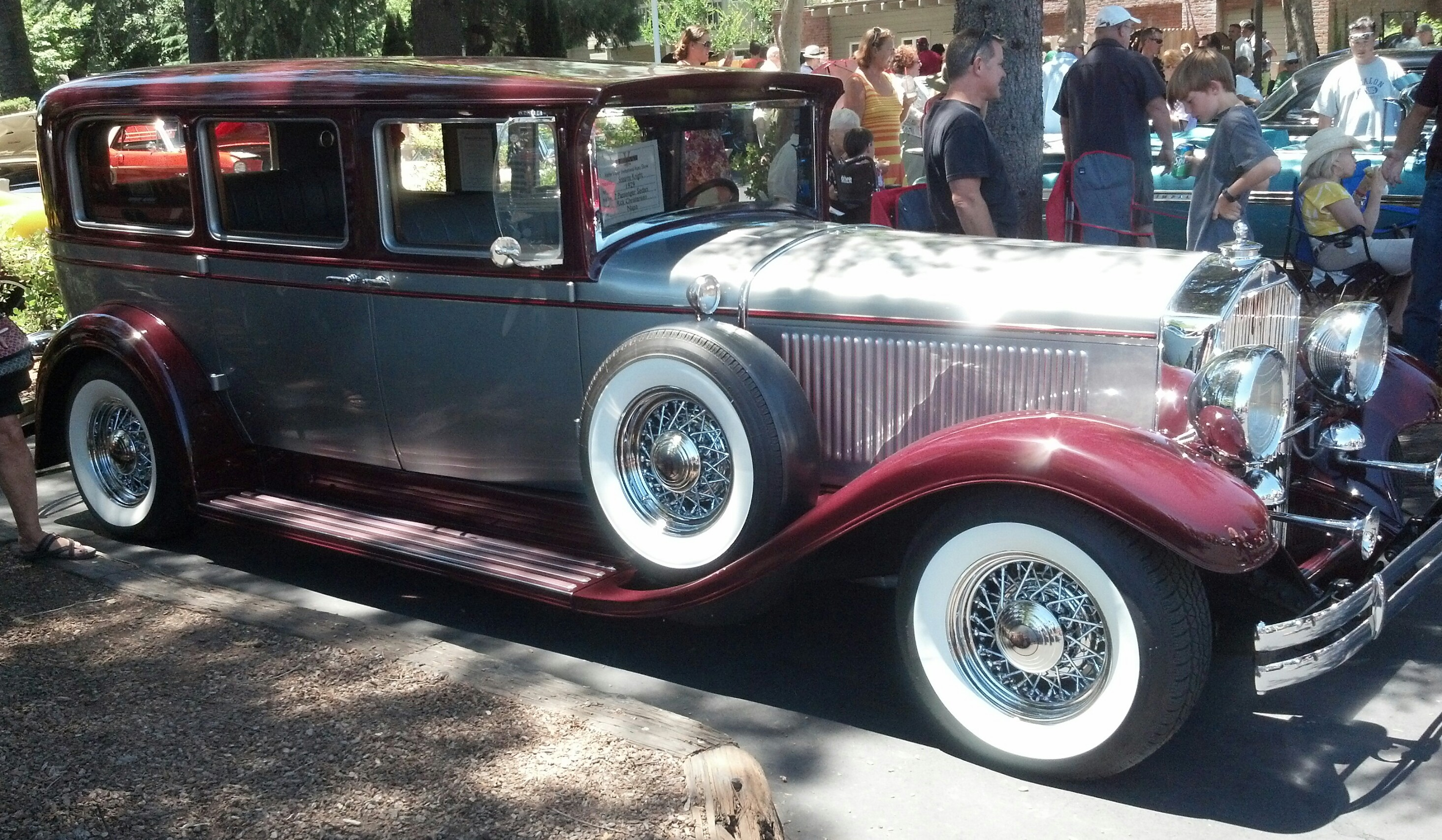
Une Stearns Knight 7 passagers Sedan de 1929.

F. B. Stearns and Company (ultérieurement F.B. Stearns Company) était un constructeur automobile américain, du début du XXe siècle.

## Histoire
Frank Ballou Stearns (1879–1955) construit sa première voiture expérimentale à l'âge de 17 ans en 1896, dans le sous-sol de la maison familiale. En 1897, il élabore déjà un véhicule 4 cylindres, bien qu'encore assez perfectible. Il convertit alors la grange paternelle en atelier d'usinage.
Le premier modèle de production sort en 1898, un monocylindre à essence. La même année la F. B. Stearns & Company est créée avec les frères  Raymond M. and Ralph L. Owen. Le cap des 50 véhicules fabriqués est franchi au début de l'année1901, et en 1902 la gamme se diversifie. En 1905, Stears adopte le slogan Runs like A Deer (démarre aussi vite qu'un cerf), année où apparait la 32/40, disponible en 7 places. La 40/45 arrive durant la saison suivante, avec de nombreux éléments de carrosserie en aluminium et pas moins de... 17 couches de peintures. La 30/60 de 1907 lui est encore supérieure, avec son quatre cylindres de près de 9L., pour 60CV. Avec cette voiture -et un moteur 45/90 13L.-, Barney Oldfield remporte alors la course de côte du Mont Wilson : la Six Stearns est considérée comme le stockcar le plus rapide de son temps. En 1911 Stearns devient pionnier et leader dans la technique du chemisage, mise en application sur la Stearns-Knight (en). Le démarreur électrique est adopté en 1913 avec les quatre cylindres 5.1L. et six cylindres 6.L.. En 1917, le V8 de la marque  est l'un des premiers à être proposé au grand public.
Stearns se retire en 1919, et sa compagnie est vendue à John Willys (en) en 1925, qui la liquide en 1929 (l'année du krach boursier).

## Palmarès sportif
Courses de côte :  
- Cincinnati 1906 (sur Paddock Road, O. F. Pogue) ;
- Gates Mill hill 1906 (Cleveland, Frank Ballou Stearns) ;
- Bretton woods 1906 (Guy Vaughn) ;
- Crawford Notch 1906 (White Mountains, G. Vaughn) ;
- Stewart avenue 1907 (Atlanta, John Toole) ;
- Fort George hill 1907 (Jamaica, NY, Frank Leland) ;
- Algonquin, Perry hill 1907 (Dundee, F. Leland) ;
- Stewart avenue 1908 (Atlanta, F. Leland) ;
- Cincinnati 1908 (John J. Ryan) ;
- Algonquin, Philip's hill 1908 (Dundee, F. Leland) ;

Endurance :

- 24 Heures de Brighton Beach 1910 (août, Al Poole et Cyrus Patschke, sur 30-60 hp ; également deuxième avec la marque durant l'année Ralph Mulford).

## Sources
- (en) Cet article est partiellement ou en totalité issu de l’article de Wikipédia en anglais intitulé « Stearns (automobile) » (voir la liste des auteurs).;
- HILL CLIMB WINNERS 1897-1949, by Hans Etzrodt, Part 1 (1897-1914) (Kolombus).